# Aartshertogdom Oostenrijk boven de Enns
Het aartshertogdom Oostenrijk boven de Enns was van 1453 tot 1918 de naam voor de Oostenrijkse deelstaat Opper-Oostenrijk. In 1408 werd het hertogdom Oostenrijk gesplitst in twee delen: het hertogdom Oostenrijk beneden de Enns en het hertogdom Oostenrijk boven de Enns. In 1453 werden beide hertogdommen verheven tot aartshertogdom toen de aartshertogelijke titel door de keizer van het Heilige Roomse Rijk werd erkend.
De twee aartshertogdommen zijn vrijwel altijd in personele unie verboden geweest, maar ze hadden wel elk hun eigen Statenvergadering, met aan het hoofd een Stadhouder. Vanaf 1512 is het aartshertogdom onderdeel van  de Oostenrijkse Kreits.
1867–1918

In de Rijksraad vertegenwoordigde koninkrijken en landen (Cisleithanië):
hertogdom Boekovina · koninkrijk Bohemen · koninkrijk Dalmatië · koninkrijk Galicië en Lodomerië · hertogdom Karinthië · hertogdom Krain · Küstenland (vorstelijk graafschap Görz en Gradisca, markgraafschap Istrië, vrije rijksstad Triëst) · markgraafschap Moravië · Neder-Oostenrijk · Opper-Oostenrijk · hertogdom Salzburg · Tsjechisch-Silezië · hertogdom Stiermarken · vorstelijk graafschap Tirol en land Vorarlberg

De landen van de Heilige Hongaarse Stefanskroon (Transleithanië):
Fiume met gebied · koninkrijk Hongarije · koninkrijk Kroatië en Slavonië . Militaire Grens (1867-1882)

Gemeenschappelijk bestuurd: condominium Bosnië en Herzegovina (1878-1918) . Novi Pazar met gebied (1878-1908) . Karpatische passengebied (1918) . bezette zone Tianjin (1901-1917)
Voor of in 1867 opgeheven

koninkrijk Illyrië (tot 1850) · vojvodschap Servië en Temesbanaat (tot 1860) · Koninkrijk Lombardije-Venetië (tot 1866) · grootvorstendom Zevenburgen (tot 1867)